# 王永民
王永民（1943年12月15日—），男，汉族，河南南召人，中国发明家，五笔字型汉字输入法的发明人，全国劳动模范，教授级高级工程师，享受国务院特殊津贴，北京王码创新网络技术有限公司总裁。

## 生平
1943年，出生于河南南阳南召县。
1967年，毕业于中国科学技术大学无线电电子学系。
1978年至1983年，发明了五笔字型输入法（王码）。
1984年，来到北京，将五笔字型移到PC机上。
1989年，成立北京王码电脑公司的前身：王码电脑工程开发部。
1995年，更新五笔字型为95王码。
1997年，发明五笔数码汉字输入法。
1998年，更新五笔字型为王码98版。
2008年，更新五笔字型为王码新世纪版。

## 荣誉
- 1988年，全国劳动模范
- 1991年，国务院特殊津贴
- 1994年，全国五一劳动奖章
- 2018年，改革先锋奖章